# Castello normanno (Anversa degli Abruzzi)
Castello normanno (Italiano para Castillo normando)  es un castillo de la Edad Media - siglo XVIII en Anversa degli Abruzzi, Provincia de L'Aquila (Abruzzo).

## Historia
El castillo estuvo construido por Antonio di Sangro en siglo XV en las ruinas de una torre preexistente de lo 12.º-13.º siglo.
Ahora es una propiedad privada y  ha sido utilizado por Gabriele D'Annunzio como ubicación para su tragedia "La fiaccola sotto il moggio" (italiano para "La llama bajo el grano").

## Arquitectura
El cuerpo principal del castillo es un paralelepípedo en piedra, con las ruinas de una torre en un lado.
El cuerpo principal alberga la Capilla del Arcángel Miguel.